# ガイウス・リキニウス・クラッスス
ガイウス・リキニウス・クラッスス（Gaius Licinius Crassus、生没年不詳）は、紀元前2世紀初頭の共和政ローマの政治家・軍人。紀元前168年に執政官（コンスル）を務めた。

## 出自
クラッススはプレブス（平民）であるリキニウス氏族の出身。リキニウス氏族は早くから護民官を務めており、紀元前367年にガイウス・リキニウス・ストロはリキニウス・セクスティウス法を制定してプレブスにも執政官への道を開いたが、ストロ自身も紀元前364年には氏族最初の執政官に就任している。しかし、その後約1世紀の間、リキニウス氏族は歴史に現れない。おそらく、第一次ポエニ戦争時代のプブリウス・リキニウスという人物の長男プブリウスが、クラッスス（太った人）のアグノーメン（添え名）をつけられ、その後彼の子孫のコグノーメン（第三名、家族名）となった。。
この初代プブリウス・リキニウス・クラッススには二人の息子がおり、一人が紀元前205年の執政官プブリウス・リキニウス・クラッスス・ディウェス、もう一人がガイウスである。本記事のクラッススはこのガイウスの息子である。クラッススの兄弟に紀元前171年の執政官プブリウス・リキニウス・クラッススがおり、姉または妹がプブリウス・ムキウス・スカエウォラの妻となっている。

## 経歴
クラッススが最初に資料に登場するのは、紀元前172年にプラエトル（法務官）を務めたときである。法務官の中では最高位とされる首都担当（プラエトル・ウルバヌス）となった。クラッススはプロコンスル（前執政官）マルクス・ポピッリウス・ラエナスのリグリアにおける行き過ぎた行為の調査を命じられたことで知られている。ラナエスは降伏したリグリア人を奴隷に売るなど過酷な政策をとったが、このためにさらなる反乱を招いていた。クラッススは奴隷とされたリグリア人を開放し、ポー川以北に土地を与えた。ラナエスは裁判を受けることとなったが直ちにローマに帰還せず、また弟の執政官ガイウス・ポピッリウス・ラエナスがあらゆる努力を払ってこれを阻止しようとしたため、「不在の執政官に敬意を払い、ポピッリウス・ラエナス家の嘆願を受け入れて」クラッススは次の公判をラエナスの任期完了後まで延期せざるを得なくなった。実際には、これは事件の却下を意味した。
翌紀元前171年、兄である執政官プブリウスが軍を率いて第三次マケドニア戦争を戦っていたが、クラッススもレガトゥス（軍団副司令官）として参加した。カッリニクスの戦いでローマ軍は敗北するが、このときクラッススはローマ軍右翼を指揮していた。
紀元前168年、クラッススは執政官に就任する。同僚のパトリキ（貴族）執政官はルキウス・アエミリウス・パウルスで二度目の執政官であった。マケドニアに出征したのはパウルスで、クラッススは元老院の命令を受けてイタリアで新たな軍の編成のための徴兵を行った。ピュドナの戦いでのローマ軍の決定的な勝利の報告を受けると、クラッスススは彼が編成した軍団の解散を命じた。この後、クラッススはガリア・キサルピナに行き、そこで冬を過ごした。翌年もプロコンスル（前執政官）として、しばらくガリアに滞在したが、この地方で重要な出来事は起こらなかった。紀元前167年、クラッススはマケドニアに派遣された10人の使節に選ばれ、戦後復興に参加した。マケドニアは互いに完全に隔離された4つの共和国（実質的にはローマの保護領）に分割され、軍隊を持たず、それまでの税金の半分をローマに納めることとなった。これらの州の住民は、他の共和国に財産を持つことができず、共和国同士の貿易、木材の輸出、銀や金鉱山の開発も禁止された。
それ以降、クラッススに関する記録はない

## 子孫
紀元前145年に護民官を務めたガイウス・リキニウス・クラッススは息子と思われる。もう一人ルキウスという息子がおり、こちらはローマ最高の弁論家の一人とされる紀元前95年の執政官ルキウス・リキニウス・クラッススの父である。

## 参考資料

### 古代の資料
- カピトリヌスのファスティ
- ティトゥス・リウィウス『ローマ建国史』

### 研究書
- Kovalev S. History of Rome. - M .: Polygon, 2002 .-- 864 p. - ISBN 5-89173-171-1 .
- Shofman A. History of Ancient Macedonia . - Kazan: Kazan University Press, 1963.
- Broughton R. Magistrates of the Roman Republic. - New York, 1951. - Vol. I. - P. 600.
- Münzer F. Licinii Crassi // Paulys Realencyclopädie der classischen Altertumswissenschaft . - 1926. - Bd. XIII, 1. - Kol. 245-250.
- Münzer F. Licinius // Paulys Realencyclopädie der classischen Altertumswissenschaft . - 1926. - Bd. XIII, 1. - Kol. 214-215.
- Münzer F. Licinius 51 // Paulys Realencyclopädie der classischen Altertumswissenschaft . - 1926. - Bd. XIII, 1. - Kol. 251.
- Münzer F. Licinius 54 // Paulys Realencyclopädie der classischen Altertumswissenschaft . - 1926. - Bd. XIII, 1. - Kol. 252.